# محمد زارعی (نظامی)
محمد زارعی سرتیپ پاسدار فرماندهی انتظامی جمهوری اسلامی ایران است، که هم‌اکنون به‌عنوان معاون مقابله با عرضه و امور بین‌الملل ستاد مبارزه با مواد مخدر فعالیت می‌کند و مشاور فرمانده کل انتظامی است.
وی فعالیت نظامی را در خلال جنگ ایران و عراق در سپاه پاسداران انقلاب اسلامی آغاز کرد. زارعی از ۱۳۸۶ تا ۱۳۹۲ فرماندهی هواپیمایی ناجا را برعهده داشت، از ۱۳۹۲ تا ۱۳۹۴ معاون حقوقی و امور مجلس نیروی انتظامی بود و در فاصله سال‌های ۱۳۹۴ تا ۱۴۰۱ به‌عنوان معاون نیروی انسانی فرماندهی انتظامی فعالیت می‌کرد.